# Albert Herring
Albert Herring ist eine Oper von Benjamin Britten (Musik) und Eric Crozier (Libretto), die 1947 in Glyndebourne uraufgeführt wurde.

## Handlung
Schauplatz des Geschehens ist die fiktive englische Kleinstadt Loxford im Jahre 1900.

### Erster Akt
1. Bild
Die Honoratioren des Ortes haben sich im Haus der Lady Billows versammelt, wo sie beschließen, nach alten Überlieferungen die Wahl der Maikönigin wiederaufleben zu lassen, wobei das tugendhafteste Mädchen der Stadt mit diesem Ehrentitel belegt wird. Sie erhoffen sich so, dem grassierenden moralischen Verfall entgegenwirken zu können. Es stellt sich aber schnell heraus, dass es vor Ort keine junge Dame gibt, die diesen Anforderungen genügt. Polizeichef Budd schlägt vor, man solle doch stattdessen einen Maikönig wählen, und bringt Albert Herring, einen zurückhaltenden und fest unter dem Pantoffel seiner Mutter stehenden Ladenburschen, ins Spiel. Da nach Ansicht des Pfarrers einzig und allein Tugendhaftigkeit entscheidend ist, wird auch Lady Billows überzeugt.
2. Bild
Emmy, Sissy und Harry spielen auf der Straße Ball und werfen diesen aus Versehen in Mrs. Herrings Laden. Harry klettert hinein, um den Ball zu holen; der Laden ist verlassen, und Harry steckt einige leckere Äpfel ein. Sid kommt zum Einkaufen, entdeckt den Jungen und wirft ihn nach einer Tracht Prügel aus dem Geschäft raus. Albert kommt beladen aus dem Keller, und Sid genießt es, Albert ein wenig zu sticheln, weil er sich langsam vom Rockzipfel seiner Mutter lösen müsse. Nancy, die Bäckerstochter, erscheint, und da die beiden schon länger (wenn auch im Geheimen) ein Paar sind, ist Albert schnell vergessen, und die beiden gehen. Florence, Haushälterin von Lady Billows, betritt den Laden und teilt Albert mit, die Honoratioren seien zu ihm und seiner Mutter unterwegs; und kaum hat Albert seine Mutter aus der Küche herbeigerufen, stehen Lady Billows und ihr Gefolge da. Sie verkünden die Wahl Alberts zum Maikönig, und obwohl Albert dazu gar keine Lust hat, will seine Mutter diese Ehre auf keinen Fall verpassen – zumal es noch ein Preisgeld von 25 Pfund gibt.

### Zweiter Akt
1. Bild
Der große Tag ist gekommen. Florence, die das Fest organisiert hat, wartet mit Nancy ungeduldig auf Sid, der sich mal wieder verspätet hat. Als er endlich kommt, enteilt Florence sogleich, und Sid erzählt Nancy vom Gottesdienst, in dem Albert wohl recht unfroh gesessen habe, während der Pfarrer von Tugend und Moral sprach. Auf Nancys Nachfragen gesteht Sid, dass er einen Streich geplant hat und Alberts Limonade mit Rum versetzen will. Das Erscheinen von Miss Wordsworth, die mit ihren Schulkindern nochmals das von ihr selbst komponierte Festlied üben will, vertreibt die beiden. Als aber kurz danach sich die Gelegenheit ergibt, denn die Probe endete schnell, setzt Sid seinen Plan in die Tat um.
Die Festgesellschaft erscheint, und die örtlichen Würdenträger halten ihre Laudationen. Als der Pfarrer dann Albert zu einer kleinen Danksagung auffordert, versagen dessen Nerven völlig. Schließlich kann er sich wenigstens zu einem dreifachen Hoch auf Lady Billows durchringen – und trinkt sein mit Rum versetztes Glas leer. Geplagt von einem plötzlichen Schluckauf bekommt er von Sid nochmals Alkohol; und als es ihm besser geht, beginnt das Festmahl.
2. Bild
Der sternhagelvolle Albert kommt spätabends in den Laden seiner Mutter heim, noch voll von Eindrücken und von Alkohol freigesetzten Emotionen. Als er draußen auf der Straße Sid und Nancy belauscht, die sich heimlich treffen, und dabei auch erstmals hört, wie die beiden wirklich über ihn denken, stellt er sich seiner Situation erstmals und beschließt, eine Münze zu werfen. So will er entscheiden, ob er weiter so leben will oder alle Brücken hinter sich abbricht und sein Leben verändert. Der Münzwurf entscheidet – er geht hinaus mit unbekanntem Ziel. Seine kurz danach eintreffende Mutter wähnt ihn im Bett und geht selbst schlafen.

### Dritter Akt
Ganz Loxford ist in Aufregung: Albert ist verschwunden. Nancy ist verzweifelt, weil sie glaubt, dass Albert in betrunkenem Zustand etwas zugestoßen sein könnte; und als Sid kommt, macht sie ihm große Vorwürfe, er habe diese schreckliche Situation verschuldet. Polizeichef Budd erscheint und bittet gerade die gebrochene Mrs. Herring, ihm doch ein Bild zwecks Identifizierung zu überlassen, als ihn ein neuerlicher Hinweis abberuft. Auch der Pfarrer, Miss Wordsworth und sogar Lady Billows mit Florence erscheinen, um Mrs. Herring beizustehen – da kehrt Budd wieder mit seinem Suchtrupp zurück und präsentiert den plattgefahrenen Kranz des Maikönigs. Alle werfen sich verzweifelt nieder, im festen Glauben, dies sei der Beweis für seinen Tod. Doch plötzlich öffnet sich die Ladentür, und der zerzauste und verschmutzte Albert tritt herein. Er antwortet willig auf die inquisitorische Befragung und erzählt, mit einem gestohlenen Fahrrad in den Nachbarort gefahren zu sein, um dort mithilfe des Preisgeldes das gesamte Sündenregister auszuprobieren. Mehr und mehr das Entsetzen der Honoratioren genießend, erzählt er von Kneipen und Schlägereien, und zuletzt verweist er alle des Ladens, sogar seine Mutter. Nur seine Freunde Sid und Nancy und die drei Kinder bleiben und feiern mit ihm den Beginn seines neuen, anderen Lebens.

## Musik
Albert Herring ist eine Kammeroper für zwölf Instrumentalisten und dreizehn Sänger. Die Vokalensembles sind sehr lebendig und vielfältig gestaltet. Im Orchestersatz gibt es diverse Anspielungen: Bei Alberts Zaubertrank z. B. zitiert Britten ironisierend aus Richard Wagners Tristan und Isolde; ebenso zitiert er aus seinem eigenen Stück The Rape of Lucretia, als der Polizeichef von Vergewaltigung spricht.